# Aker
Aker var et tidligere herred i Akershus fylke og har siden den 1. januar 1948 været en del af Oslo.

## Stednavnet
Navnet, fra norrønt akr (= ager), er oprindeligt navnet på to gårde, Store og Lille Aker, den førstnævnte ved den nuværende Gamle Aker kirke. 

## Historie
Aker bestod som kirkelig enhed fra middelalderen og fik status som kommune fra formandskabslovenes indførsel i 1837. Aker og byerne Christiania og Oslo var meget nært sammenknyttet, og de kirkelige og civile enheder af dette navn omfattede det meste af dagens Oslo, og gav navn til både fæstningen, hovedlenet, stiftamtet, amtet og fylket Akershus, Akerselva, Akersdalen (nu kaldt Groruddalen  m.m. Aker tog sit navn fra en af Oslos ældste gårde, Aker. I ældre tid bestod byen Christiania kun af Akershus fæstning, Kvadraturen og de nærmeste omgivelser, mens Aker omfattede resten af dagens Oslo; Christiania var dertil en del af Akershus frem til 1842. Aker kommune måtte flere gange afstå territorium til den fremvoksende by, og 1. januar 1948 indlemmet i Oslo. Aker kommune havde ved foreningen 130.976 indbyggere og omsluttede Oslo kommune helt.
Aker sogn blev delt i Østre Aker og Vestre Aker i 1861. I 1906 blev Ullern og Nordstrand udskilt som egne sogn. Inddelingen i fire sogn bestod, til kommunen blev slået sammen med Oslo.
Derefter blev Aker-navnet benyttet i de administrative bydelsnavne Vestre Aker og Nordre Aker, som kun omfatter en lille del af den tidligere Aker kommune. Aker-navnet bruges også i mange virksomheder med tilknytning til det geografiske området. Bedst kendt er Aker sygehus og Aker ASA.

## Nogle af gårdene i det gamle Aker
- Grimelund gård
- Huseby gård (nordre og søndre)
- Nordberg gård
- Ekeberg hovedgård og Lille Ekeberg gård
- Frogner hovedgård, hvoraf udskilt området, hvor Frognerparken er anlagt
- Bogstad gård
- Holmen gård (østre og vestre)
- Ris gård
- Smestad gård (øvre og nedre)
- Vinderen gård
- Hoff gård